# Forty Six & 2
«Forty Six & 2» (с англ. — «Сорок шесть и два») — песня американской метал-группы Tool, а также четвёртый и последний сингл с их второго студийного альбома Ænima.

## Название и тематика
Распространено мнение, что название песни относится к идее, впервые придуманной Карлом Юнгом, а затем изложенной Друнвало Мельхиседеком, относительно возможности достижения состояния эволюции, при котором человеческий организм будет иметь на две хромосомы больше, чем обычные 46 хромосом, и таким образом преодолеет текущее «дисгармоничное состояние». Предпосылка заключается в том, что у людей изменится текущяя ДНК, которая содержит 44 аутосомы и две половые хромосомы. По словам Мельхиседека, следующий шаг эволюции, вероятно, приведёт к реорганизации человеческой ДНК в 46 аутосом и две половые хромосомы.
Кроме того, тематика песни может отсылать к желанию испытать изменения через «тень» — архетип, который представляет часть человеческой психики, и ту часть личности, которую человек ненавидит, боится и подавляет; этот термин существует как повторяющаяся тема в работах Карла Юнга.

## Структура песни
Песня написана в основном в размере 4/4 с некоторыми частями в размере 7/8 между ними. Во вступлении Дэнни Кэри играет четыре такта 7/8 на своей райд-тарелке, а остальные участники группы играют в размере 4/4, и все они встречаются вместе в сильной доле 5-го такта в размере 4/4. Во время бриджа есть три такта 7/8, за которыми следует один такт 4/4. Во время определённого брейка барабаны играют в размере 3/8, гитара играет один такт в размере 9/8, а затем один в размере 5/8, в то время как бас-гитара играет в размере 7/8. Большая часть песни написана в доминантовом ладу тональности ре, также известной как пятый лад гармонического минорного лада.

## Список композиций
| №  | Название        | Длительность |
| -- | --------------- | ------------ |
| 1. | «Forty Six & 2» | 6:03         |

## Участники записи
- Мэйнард Джеймс Кинан — вокал
- Адам Джонс — гитара
- Джастин Чанселлор — бас-гитара
- Дэнни Кэри — ударные

## Чарты
| Чарт (1998)                     | Высшая позиция |
| ------------------------------- | -------------- |
| США (Billboard Mainstream Rock) | 22             |